# Арон Еліс Траундарсон
Заголовок цієї статті — це ісландське ім'я, де Арон — особове ім'я, а Траундарсон — ім'я по батькові. 
Арон Еліс Траундарсон (ісл. Aron Elís Þrándarson, нар. 10 листопада 1994, Рейк'явік, Ісландія) — ісландський футболіст, центральний півзахисник данського клубу «Оденсе» та національної збірної Ісландії.

## Клубна кар'єра
Арон Еліс є вихованцем столичного клубу «Вікінгур». У цьому клубі він і дебютував на професійному рівні у 2011 році.
Після закінчення сезону 2014 року футболіст підписав трирічний контракт з норвезьким клубом «Олесунн». Перші матчі у складі нового клубу Арон Еліс зіграв у червні 2015 року. Провівши в Норвегії чотири сезони і зігравши за «Олесунн» понад 100 матчів, у 2020 році Арон Еліс перейшов до данського «Оденсе» на правах вільного агента. Контракт підписаний на 3,5 роки.

## Збірна
З 2010 року Арон Еліс викликався у юнацькі збірні Ісландії різних вікових категорій. 31 січня 2016 року у матчі проти команди США відбувся дебют Арона у національній збірній Ісландії.

## Титули і досягнення
- Чемпіон Ісландії (1):

«Вікінгур»:  2023
- Володар Кубка Ісландії (1):

«Вікінгур»:  2023
- Володар Суперкубка Ісландії (1):

«Вікінгур»:  2024